# Petosiris till Nechepso
Petosiris till Nechepso, även kända som Petosiris cirkel, Demokrits cirkel (eller sfär)  eller sfär av liv och död (engelska: sphere of life and death) är en serie pseudepigrafiska brev skrivna under antiken. Den användes för att förutspå om en patient skulle överleva eller inte, men även för att förutspå om ett objekt skulle hittas eller inte. Den var enkel att använda och byggde på en magisk samverkan mellan siffror och astrologi.
Breven har blivit ett stort och inflytelserikt verk om astrologi, som endast har bevarats till eftervärlden i form av några få fragment. De uppfann troligen den astrologiska betydelsen av zodiakens tecken. Kanske var båda namnen en pseudonym för en och samma författare som kan ha levt någon gång på 100-talet f.Kr.